# Hippocrepis multisiliquosa
Hippocrepis multisiliquosa — вид квіткових рослин родини бобові (Fabaceae).

## Опис

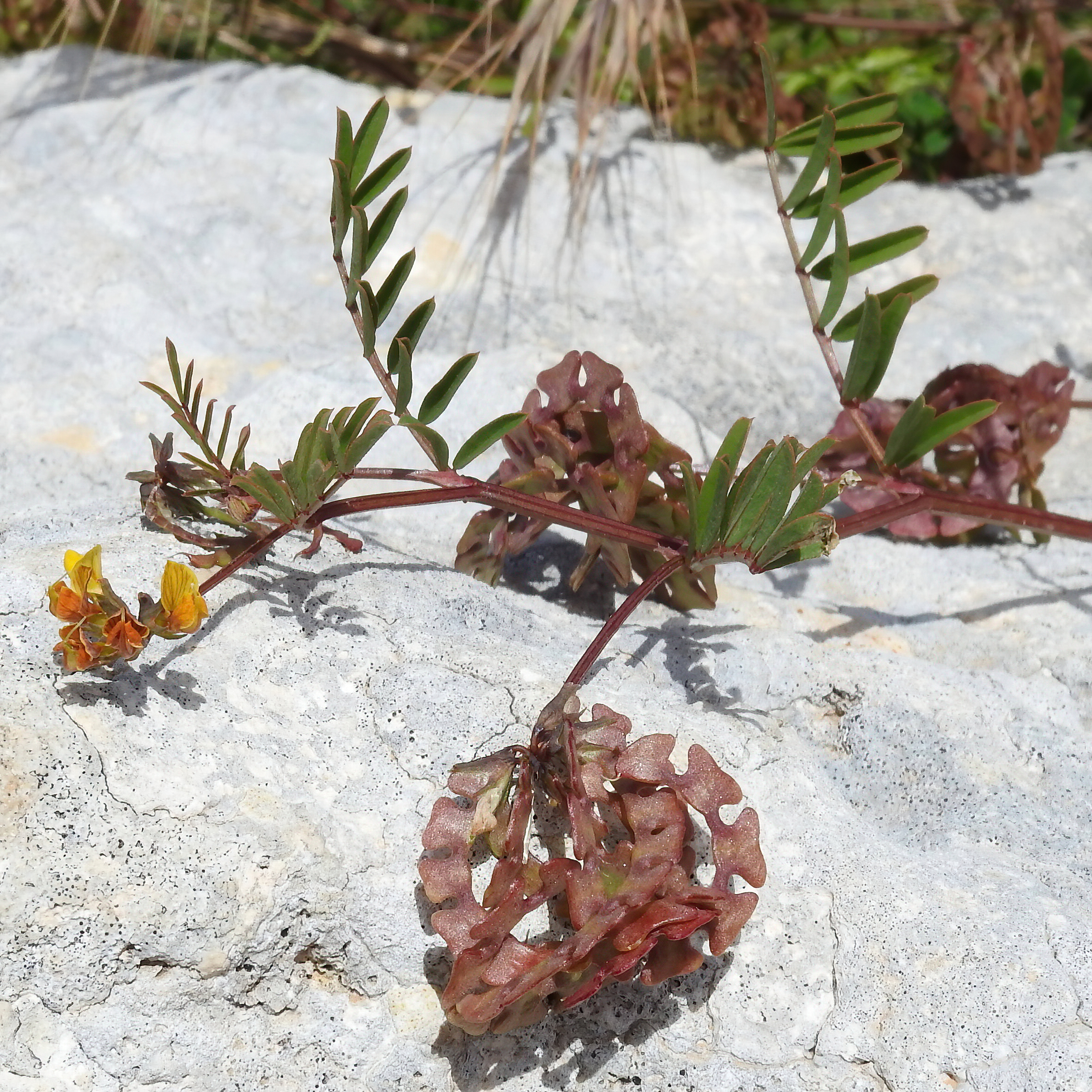

Це однорічна трав'яниста рослина 20-50 см заввишки, з голим, від прямого до сланкого стебла розгалуженого від основи і вище. Листя черешкове, з 3-8 парами довгасто-лінійних вузько-оберненояйцеподібні-клиноподібних листових фрагментів. Парасольки 3- 8-квіткові з жовтим віночком пелюсток. Плід — стручок. Насіння циліндричне, дугоподібне, коричневе і гладке. Квітне в кінці весни і на початку літа.

## Поширення
Країни поширення: Північна Африка: Алжир; [пн.] Лівія [пн.]; Марокко; Туніс. Західна Азія: Кіпр; Єгипет — Синай; Ізраїль; Йорданія; Ліван; Сирія; Туреччина. Європа: Греція; Італія — Сардинія, Сицилія; Франція — Корсика; Португалія [вкл. Мадейра]; Гібралтар; Іспанія [пд., Канарські острови, Балеарські острови]. Населяє місця, близькі до берега, піщані або крейдяні; 0-200 м. Не захищений законами Португалії чи Європейської спільноти.